# Бейкер, Том (футболист)
То́мас Джордж Бе́йкер (англ. Thomas George Baker; 6 апреля 1936, Мэрди, Гламорган — 23 апреля 2024) — валлийский футболист, игравший на позиции нападающего. Выступал, в частности, за клубы «Плимут Аргайл» и «Барри Таун».
Умер утром 23 апреля 2024 года после непродолжительной болезни в возрасте 88 лет.

## Клубная карьера
Во взрослом футболе дебютировал в 1954 году выступлениями за команду третьелигового английского клуба «Плимут Аргайл», в которой провёл шесть сезонов, принял участие в 78 матчах чемпионата и забил 16 голов. В течение 1960—1962 годов защищал цвета команды другого нижнелигового английского клуба «Шрусбери Таун».
В 1964 году стал игроком клуба «Барри Таун» с валлийской лиги, за который отыграл 3 сезона. Завершил профессиональную карьеру футболиста выступлениями за эту команду в 1967 году.

## Выступления за сборную
Молодой игрок был включён в заявку сборной Уэльса для участия в чемпионате мира 1958 года в Швеции. В играх мундиаля не участвовал, позднее в ряды сборной не привлекался и ни одной официальной игры в её составе не провёл.